# Réactions à l'exécution de Saddam Hussein

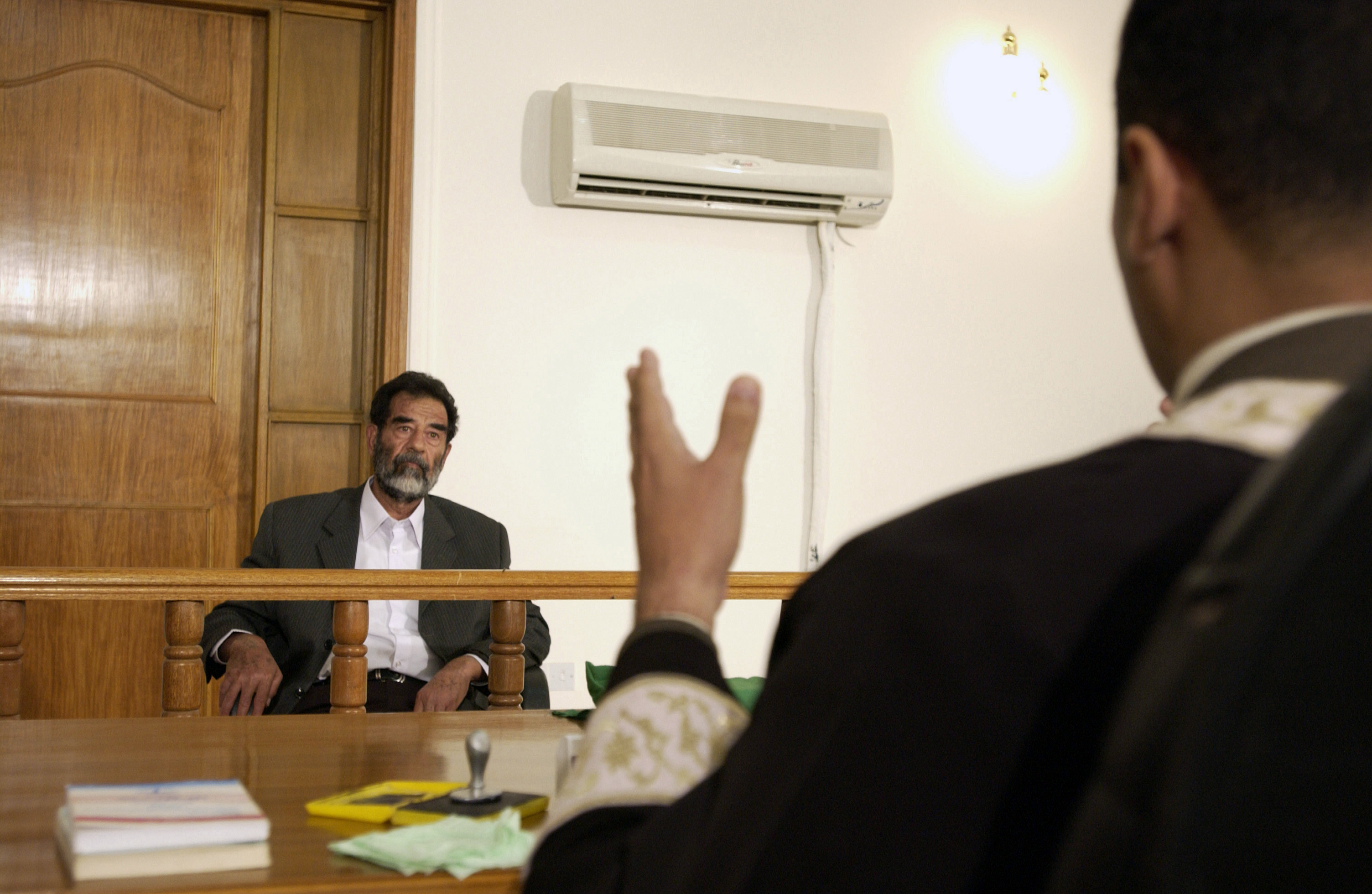
Saddam Hussein

Les réactions à l'exécution de Saddam Hussein ont été variées. Certains ont fortement soutenu l'exécution, en particulier ceux personnellement touchés par les actions de Saddam en tant que chef. Certaines de ces victimes souhaitaient le voir traduit en justice pour ses autres actions, qui auraient entraîné un nombre de morts bien supérieur à celles pour lesquelles il a été condamné. Certains pensaient que l'exécution remonterait le moral en Irak, tandis que d'autres craignaient qu'elle n'incite à de nouvelles violences. De nombreux membres de la communauté internationale ont soutenu que Saddam Hussein soit traduit en justice mais se sont opposés en particulier à l'utilisation de la peine capitale. Les partisans de Saddam ont condamné l'action comme étant injuste.
« Le monde saura que Saddam Hussein a vécu honnêtement, est mort honnêtement et a maintenu ses principes. Il n'a pas menti lorsqu'il a déclaré son procès nul », ont déclaré les avocats de Hussein dans un communiqué.
Une porte-parole des filles de Saddam a déclaré : « Elles se sont senties très fières en voyant leur père faire face à ses bourreaux avec tant de courage. À Amman, la capitale de la Jordanie, la fille aînée de Saddam, Raghad Hussein, s'est jointe aux protestations contre l'exécution de son père. Les manifestants ont exprimé le sentiment que Saddam était un martyr et qu'il était le seul dirigeant arabe à avoir dit non aux États-Unis.
Selon les rapports d'un responsable, des gens dansaient et chantaient des chants chiites autour du corps de Saddam après l'exécution . Deux jours après l'exécution, le gouvernement irakien a lancé une enquête sur les railleries et la façon dont l'exécution a été filmée.
George W. Bush, le président des États-Unis à l'époque, a déclaré que la mort de Saddam ne mettrait pas fin à la violence en Irak. À Tikrit, en Irak, où Saddam a été enterré, la police a interdit les entrées et les sorties de la ville pendant quatre jours par mesure de sécurité.

## Réaction irakienne

### Politiciens
Dans un communiqué, le Premier ministre Nouri al-Maliki a déclaré : « La justice, au nom du peuple, a exécuté la condamnation à mort du criminel Saddam, qui a fait face à son sort comme tous les tyrans, effrayé et terrifié au cours d'une dure journée qu'il n'attendait pas. » Il a également déclaré : « Votre terre généreuse et pure s'est débarrassée - et pour toujours - de la saleté du dictateur et une page noire de l'histoire de l'Irak a été tournée et le tyran est mort. Il a également déclaré que Saddam Hussein ne représente aucun groupe ou secte du peuple irakien. »
« [Les Irakiens] attendent que justice soit rendue, et je pense que les Irakiens ont reçu la nouvelle qu'ils attendaient depuis trop d'années », a déclaré le ministre irakien du Pétrole Hussein Chahristani. « L'exécution de Saddam Hussein est un grand crime. Saddam Hussein était un prisonnier de guerre et a été arrêté par les forces américaines, et non par le gouvernement irakien. C'est un crime avec lequel ils voulaient dissimuler beaucoup de choses », a déclaré un politicien sunnite, Khalaf al-Ulayyan.
« Je ne pense pas que cela changera grand-chose car la situation s'est tellement détériorée que des mesures très drastiques doivent être prises pour affronter les milices et rétablir l'ordre », a déclaré Adnan Pachachi. « Bien sûr, il a des partisans en Irak — certains d'entre eux sont armés et peuvent commettre des actes de violence, etc. — mais je ne pense pas que cela fera une grande différence, franchement. »
Le premier juge en chef qui a présidé le procès de Saddam Hussein, Rizgar Mohammed Amin, a déclaré que l'exécution était illégale, citant le début de la fête de l'Aïd al-Adha pour les sunnites irakiens, au cours de laquelle les exécutions sont interdites, et la loi irakienne selon laquelle les exécutions ne peuvent être exécuté 30 jours après la décision de la cour d'appel sur la condamnation. La décision de la cour d'appel du 26 décembre 2006 stipulait que la peine devait être exécutée dans les 30 jours.
L'exécution a également empêché des procès pour d'autres affaires, notamment les attaques à l'arme chimique contre Halabja en 1988. Le Centre d'Halabja contre l'Anfalisation et le Génocide des Kurdes (CHAK) a désapprouvé l'exécution, sans faire juger Saddam pour d'autres affaires dont le massacre de 8 000 Kurdes Barzani en 1983, les attaques chimiques sur Sardasht, les massacres de 1988 sur l'Anfal, et d'autres crimes. Au moment de son exécution, Saddam était jugé, accusé de génocide à Anfal, qui a fait environ 180 000 morts,. « Bien sûr, Saddam a commis trop de crimes. Il mérite pour ces crimes la peine capitale. Mais si vite fait, si vite exécuté... et dans un seul cas, cela laisserait les autres cas et laisserait beaucoup de secrets sans être connus », a déclaré un homme politique kurde irakien, Mahmoud Osman .

### La population
Les chiites en Irak ont célébré l'exécution tandis que les villes sunnites ont vu des protestations,. À Sadr City, Bassorah et Nadjaf, les citoyens ont dansé dans les rues et klaxonné avec jubilation. À Tikrit, Samarra et Ramadi, cependant, des manifestations ont été signalées . David MacDougall, un journaliste de Fox News basé à Bagdad, a déclaré qu'il y avait eu ce que l'on pense être des coups de feu festifs à Bagdad. Cependant, le correspondant de la BBC à Bagdad, John Simpson, a indiqué qu'il n'y avait pas eu plus de coups de feu que ce que l'on entend normalement dans les rues de la ville.
Les Irakiens ont exprimé des sentiments mitigés, certains étant heureux de voir l'exécution effectuée. « Maintenant, il est dans la poubelle de l'histoire », a déclaré Jawad Abdul-Aziz, un civil qui a perdu son père, ses trois frères et 22 cousins à cause de Saddam. Ali Hamza, professeur dans la ville chiite d'Al Diwaniyah, a déclaré : « Maintenant, toutes les familles des victimes seront heureuses parce que Saddam a reçu sa juste peine. Certains se sont contentés de voir Saddam parti, mais ont exprimé des inquiétudes quant à l'instabilité en Irak. Haider Hamed, propriétaire d'une confiserie de 34 ans à Bagdad et chiite qui a perdu son oncle à cause de Saddam, a déclaré : « Il est parti, mais nos problèmes persistent. Nous nous sommes attiré des problèmes après Saddam parce que nous avons commencé à combattre les chiites contre les sunnites et les sunnites contre les chiites. »
D'autres Irakiens ont exprimé leur indignation et ont considéré Saddam comme un martyr. « Le président, le dirigeant Saddam Hussein est un martyr et Dieu le mettra avec d'autres martyrs. Ne soyez pas triste et ne vous plaignez pas parce qu'il est mort de la mort d'un saint guerrier », a déclaré le cheikh Yahya al-Attawi, un religieux d'une mosquée. Des manifestations ont eu lieu à Samarra, où les sunnites ont fait irruption dans la mosquée Al-Askari, et une émeute a éclaté à la prison de Padush à Mossoul.

## Réaction mondiale
Au moment de la capture de Saddam en décembre 2003, le président américain George W. Bush a exprimé son opinion que Saddam méritait « la justice ultime », faisant allusion à la peine de mort. Cela a mis les États-Unis en désaccord avec les pays signataires de la Convention européenne des droits de l'homme (article 2) et d'autres traités internationaux qui interdisent la peine de mort et l'extradition de suspects vers des pays où la peine capitale peut être appliquée.

### Opposition
Après l'exécution de Saddam Hussein, les dirigeants d'une poignée de pays ont publié des déclarations. Les dirigeants de l'Inde, du Cambodge, et du Sri Lanka, ainsi que les présidents du Brésil et du Venezuela ont exprimé leur opposition à l'exécution. Le président argentin Néstor Kirchner a également condamné l'exécution, mais a également reconnu les crimes de Hussein pendant son mandat.
Les dirigeants et les gouvernements de nombreux pays européens ont également exprimé leur forte désapprobation de l'utilisation de la peine capitale dans ce cas et dans tous les cas, y compris l'Autriche, le Danemark,, l'Estonie, la Finlande, l'Allemagne, les Pays-Bas, la Norvège, le Portugal, l'Espagne, la Suède, la Suisse et le Royaume-Uni. Le commissaire européen à l'aide au développement Louis Michel a déclaré que l'exécution de Saddam Hussein est contraire aux principes fondamentaux de l'Union européenne (UE). L'UE est contre la peine de mort, quels que soient les crimes commis. « Ce n'est pas un grand jour pour la démocratie », a déclaré Michel à la RTBF. « L'UE s'oppose farouchement à la peine de mort et il n'y a pas d'exception à ce principe fondamental. La cruauté ne doit pas être répondue par la cruauté. Je crois qu'il y avait d'autres moyens possibles pour venger les cruautés commises par Saddam. La peine de mort n'est pas la bonne réponse. » Il craint que l'exécution de Saddam n'ait un impact négatif et que l'ancien dictateur ne devienne un martyr. « On ne combat pas la barbarie avec des actes que je considère comme barbares. La peine de mort n'est pas compatible avec la démocratie », a-t-il déclaré à Reuters. Le révérend Federico Lombardi, du Vatican, a exprimé sa tristesse et sa désapprobation face à la peine de mort. Le Chili, la Libye, la Belgique, la Russie et la Serbie ont exprimé leur désapprobation de la peine capitale dans ce cas et dans tous les cas, et ont également exprimé des inquiétudes quant aux implications de l'exécution sur la stabilité en Irak.
Hosni Moubarak, le président égyptien, a qualifié l'exécution de honteuse et d'impensable, et a déclaré que l'exécution avait transformé l'ex-président en martyr. « Je ne dis pas si Saddam méritait ou non la peine de mort. Je n'aborde pas non plus la question de savoir si ce tribunal est légal sous occupation. Je savais qu'ils voulaient administrer la peine avant la fin de l'année, mais pourquoi le jour de la fête musulmane ? Des gens sont exécutés partout dans le monde, mais ce qui s'est passé à Bagdad le premier jour de l'Aïd al-Adha était impensable. Je ne croyais pas que cela se produisait », a-t-il déclaré. « En fin de compte, personne n'oubliera jamais les circonstances et la manière dont Saddam a été exécuté. Ils l'ont transformé en martyr, et les problèmes en Irak sont restés. »
Mouammar Kadhafi, le chef de la Libye, a déclaré que « Saddam Hussein était un prisonnier de guerre détenu par les forces d'occupation américaines et, en tant que tel, aurait dû être jugé aux États-Unis ou en Grande-Bretagne, plutôt que devant un tribunal fantoche d'un régime fantoche irakien ». La Libye a déclaré trois jours de deuil après la mort de Saddam Hussein et annulé les célébrations publiques autour de la fête religieuse de l'Aïd,.
Mahmoud Ahmadinejad, président de l'Iran, a déclaré que « l'exécution de Saddam a prouvé que faire confiance aux États-Unis n'est pas pratique », faisant référence à la guerre Iran-Irak en 1980-1988 au cours de laquelle, selon lui, Washington a encouragé Saddam à entrer en guerre avec Téhéran mais l'a chassé du pouvoir en 2003 « alors qu'il n'était plus utile ». Les pays de la région devraient apprendre la leçon et, comme l'Iran, ne devraient faire confiance qu'à la volonté de leur peuple et non à des pouvoirs corrompus.
Terry Davis, secrétaire général du Conseil de l'Europe, une organisation internationale dont presque tous les États européens sont membres, a fait une déclaration officielle condamnant l'exécution : « Le procès de Saddam Hussein a été une occasion manquée. C'était une opportunité pour l'Irak de rejoindre le monde civilisé. L'ancien dictateur irakien était un criminel impitoyable qui méritait d'être puni, mais c'était mal de le tuer. Saddam Hussein ne paie plus pour ses crimes ; il est tout simplement mort. La peine de mort est cruelle et barbare, et j'appelle les autorités irakiennes à l'abolir. Il est tard, mais pas trop tard, pour que l'Irak rejoigne la grande majorité des pays civilisés et démocratiques du monde qui ont déjà aboli la peine de mort. »
L'un des dirigeants européens les plus virulents a peut-être été Romano Prodi, le Premier ministre italien, qui a annoncé que son gouvernement ferait campagne à l'ONU pour un moratoire mondial sur la peine de mort. Un certain nombre de personnalités politiques et de partis italiens ont exprimé leur dégoût face à l'exécution, et Prodi prévoit d'utiliser la récente admission de l'Italie en tant que membre temporaire du Conseil de sécurité de l'ONU pour faire campagne auprès de l'Assemblée générale pour adopter un moratoire.
En Turquie, le chef du principal parti d'opposition, le Parti républicain du peuple, Deniz Baykal, a exprimé sa tristesse face à l'exécution de Saddam Hussein, déclarant : « Il est impossible de comprendre la joie de ceux qui font pression sur chaque pays, y compris la Turquie, pendant des années pour abolir la peine de mort. »
Le Hamas a qualifié l'exécution de Saddam « d'assassinat politique. » L'Arabie saoudite a exprimé « surprise et consternation » et a regretté la « politisation » du procès.
Un journaliste de Reuters basé en Afghanistan a cité un haut commandant taliban disant que la mort de Saddam Hussein « va remonter le moral des musulmans. Le djihad en Irak s'intensifiera et les attaques contre les envahisseurs augmenteront. » Fauzan Al Anshori, du groupe islamique Majelis Mujahidin Indonesia, a déclaré que Bush devrait également être jugé. « Compte tenu des crimes imputés à Saddam, il est injuste que George Bush ne soit pas également traduit devant un tribunal international », a-t-il déclaré. « Saddam a été exécuté pour avoir tué 148 personnes, des musulmans chiites irakiens, tandis que Bush est responsable du meurtre d'environ 600 000 Irakiens depuis l'invasion de mars 2003. »

### Respect et préoccupations
De nombreux autres gouvernements, dont le Canada, l'Indonésie, le Pakistan, la Thaïlande, et la Grèce, ont exprimé des préoccupations et des souhaits de stabilité en Irak, sans porter de jugement sur la question de savoir si Saddam aurait dû ou non été exécuté. Le respect pour le processus judiciaire irakien et le jugement dans cette affaire a été exprimé par de nombreux autres dirigeants et responsables gouvernementaux, y compris ceux de l'Afghanistan, de la Chine, du Japon, de la Tchéquie, de la France, l'Allemagne, l'Islande, l'Irlande, le Royaume-Uni, l'Australie, et de la Nouvelle-Zélande.

### Soutien
Le président péruvien, Alan García, a exprimé son approbation pour l'exécution de Saddam Hussein : « Il méritait la peine maximale dans son pays » et était « coupable de génocide » pour avoir utilisé des armes chimiques contre d'autres peuples pour leur religion ou leur origine raciale. Cependant, García a mis en doute la légitimité du procès contre lui, affirmant que « le procès a eu lieu dans un pays occupé. Je ne sais pas s'il a été pendu pour ses crimes ou simplement par les forces d'occupation. » Israël a dit que Saddam « avait provoqué sa propre disparition » et la Pologne a exprimé son approbation de l'exécution . Un porte-parole du président polonais a déclaré que « justice a été rendue à un criminel qui a assassiné des milliers de personnes en Irak. »
Aux États-Unis, le président George W. Bush a fait une déclaration : « Traduire Saddam Hussein en justice ne mettra pas fin à la violence en Irak, mais c'est une étape importante sur la voie de l'Irak pour devenir une démocratie capable de se gouverner, de se maintenir et de se défendre. » La célébration aux États-Unis a eu lieu dans au moins un endroit à Dearborn, Michigan, au coin de Warren et Greenfield, une communauté fortement chiite irako-américaine.
En Iran, des membres de la République islamique se sont réjouis à l'annonce de l'exécution de Saddam : « Le peuple irakien est le vainqueur. Le vice-ministre iranien des Affaires étrangères, Hamid-Reza Assefi, a déclaré à l'agence de presse de la République islamique, tout en regrettant que son procès ne se soit concentré que sur l'un de ses crimes et non sur le million de morts pendant la guerre Iran-Irak de 1980-1988.

### Pendaisons imitatrices
Il y a eu des rapports de décès de copieurs influencés par la couverture médiatique. Scott Buras, un garçon de 10 ans à Webster, Texas, aux États-Unis, s'est pendu dans sa chambre. Sa mère a déclaré que le garçon avait déjà regardé un reportage sur l'exécution de Saddam et avait décidé de se pendre comme une forme d'expérimentation. À Multan, au Pakistan, un garçon de 9 ans est également mort en copiant apparemment l'exécution télévisée ; sa sœur de 10 ans a aidé à la pendaison. Une jeune fille de 15 ans de Kolkata, en Inde, se serait pendue après avoir été extrêmement déprimée en regardant l'exécution. Les pendaisons imitatrices sont responsables de la mort de sept personnes dans le monde,.

## Organisations non-gouvernementales
- Haut-Commissariat des Nations Unies aux droits de l'homme : « Toutes les couches de la société irakienne, ainsi que la communauté internationale au sens large, ont intérêt à ce qu'une condamnation à mort prévue par la législation irakienne ne soit prononcée qu'à l'issue d'un procès et d'un processus d'appel qui est, et est légitimement considéré comme, juste, crédible et impartial. C'est d'autant plus vrai dans un cas aussi exceptionnel que celui-ci[9] » — Haut-commissaire Louise Arbour
- Human Rights Watch : « Saddam Hussein était responsable de violations massives des droits de l'homme, mais cela ne peut justifier de lui infliger la peine de mort, qui est un châtiment cruel et inhumain[72] » « L'histoire jugera sévèrement le procès de Doujaïl profondément vicié et cette exécution[9] » — Directeur Richard Dicker
- Amnesty International USA : « L'exécution précipitée de Saddam Hussein est tout simplement inacceptable. Cela signifie que justice a été refusée pour d'innombrables victimes qui ont enduré des souffrances indicibles sous son régime, et qui se voient maintenant refuser leur droit de voir justice rendue[23],[73] » — Directeur exécutif Larry Cox
- Fédération internationale des droits de l'homme : « Cette condamnation à mort va générer plus de violence et approfondir le cycle de meurtres par vengeance en Irak. Il s'agit avant tout d'un règlement de vieux comptes plutôt que d'une tentative de jugement juste ; l'ensemble du processus est un affront à la dignité et aux droits des victimes[74] » — Président Sidiki Kaba

## Réactions dans les médias
Depuis la diffusion de la vidéo amateur de l'exécution, plusieurs commentateurs ont critiqué l'atmosphère de la pendaison. John Simpson de BBC News a déclaré que l'exécution « se révèle être une affaire laide et dégradante, qui rappelle plus une pendaison publique au XVIIIe siècle qu'un acte considéré de la justice officielle du XXIe siècle. » Toby Dodge, un expert de l'Irak, de Queen Mary University of London, a déclaré que la diffusion de l'exécution à la télévision « est conforme à une logique brutale que Saddam Hussein a lui-même utilisée » et est allé plus loin en disant que « ce n'est même pas la justice du vainqueur, c'est le travail sordide d'un gouvernement peu sûr », d'autant plus que le Premier ministre Nouri al-Maliki a forcé l'exécution de Saddam quatre jours seulement après que la cour d'appel a confirmé sa condamnation.
Le Times a commenté dans son édition en ligne que, dans les instants précédant immédiatement la pendaison, « la scène avait commencé à ressembler à une exécution médiévale ou à une pendaison sauvage au Texas » au milieu d'exemples répétés de railleries lancées contre Saddam qui couvraient la voix solitaire d'un personne non identifiée appelant au calme face à la gravité de la situation. Écrivant dans The Hindu, Siddharth Varadarajan a comparé le tournage et la diffusion de la vidéo de l'exécution de Saddam aux cartes postales illustrées des lynchages américains d'Afro-Américains dans le Grand Sud au début du XXe siècle.
John Burns et Marc Santora, écrivant dans le New York Times, ont décrit l'exécution comme « une mêlée sectaire qui a eu pour effet, sur les enregistrements vidéo, de faire apparaître M. Hussein, un meurtrier de masse, digne et retenu, et ses bourreaux, représentant les chiites qui étaient ses principales victimes, ressemblent à des voyous de la rue. » L'écrivain pakistanais britannique Tariq Ali a dénoncé la procédure, opposant plus favorablement les procès des criminels nazis après la Seconde Guerre mondiale au procès de Saddam : « Là où Nuremberg était une application plus digne de la justice du vainqueur, le procès de Saddam a, jusqu'à présent, été le plus grossier. et des plus grotesques. »